# Placówka Straży Celnej „Zdynia”

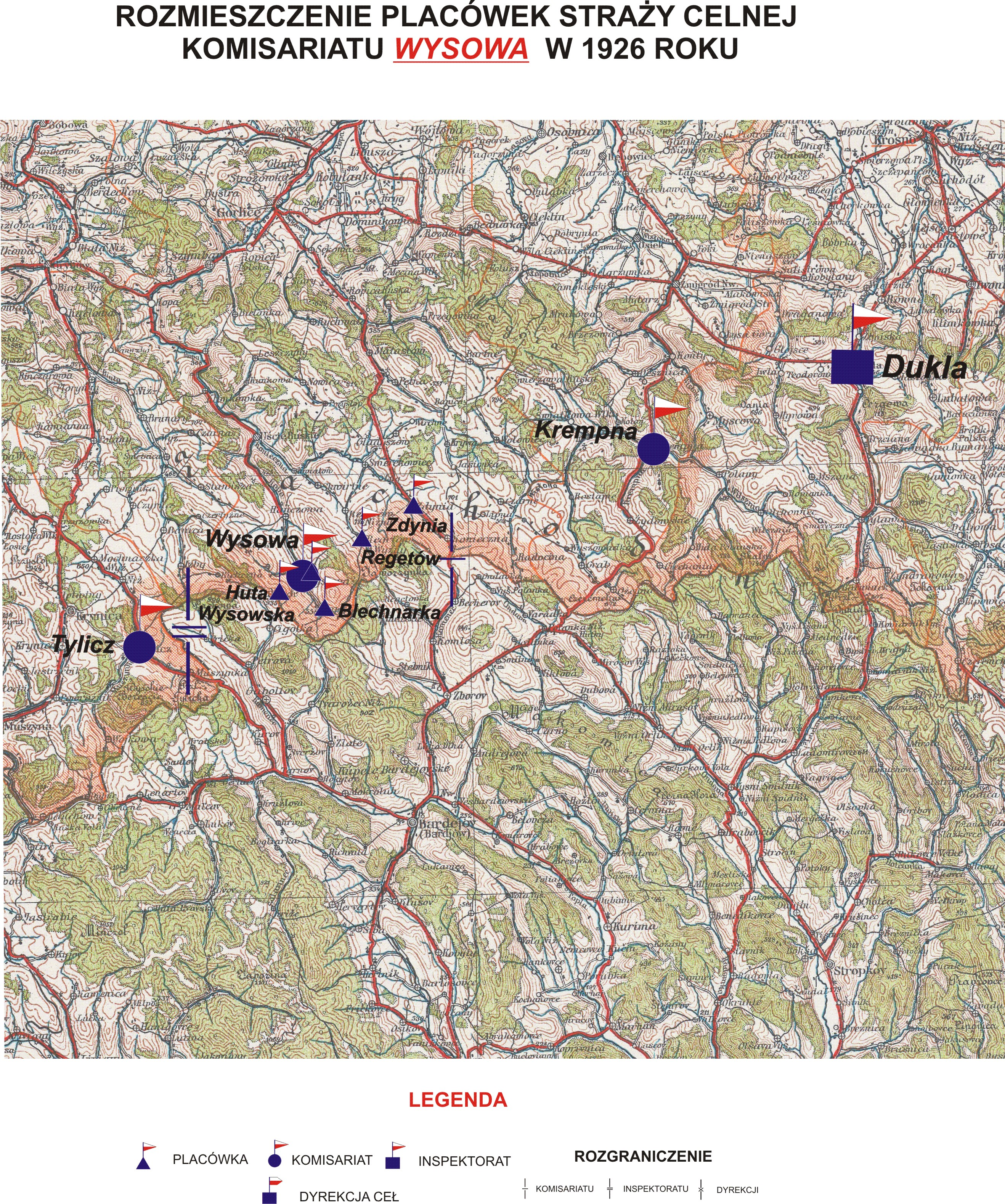
Rozmieszczenie placówek Komisariatu Wysowa w 1926 r.

Placówka Straży Celnej „Zdynia” – jednostka organizacyjna Straży Celnej pełniąca w okresie międzywojennym służbę ochronną na granicy polsko-czechosłowackiej.

## Formowanie i zmiany organizacyjne
Na wniosek Ministerstwa Skarbu, uchwałą z 10 marca 1920 roku, powołano do życia Straż Celną. Jednostki Straży Celnej rozpoczęły przejmowanie odcinków granicy od pododdziałów Batalionów Celnych. W 1921 roku w Tyliczu stacjonował sztab 4 kompanii 8 batalionu celnego. Kompania wystawiała między innymi placówkę w Zdyni. W 1922 roku w Tyliczu stacjonował sztab 4 kompanii 6 batalionu celnego. Kompania wystawiała między innymi placówkę w Zdyni. Proces tworzenia Straży Celnej trwał do końca 1922 roku. Placówka Straży Celnej „Zdynia” weszła w podporządkowanie komisariatu Straży Celnej „Wysowa” z Inspektoratu SC „Dukla”.
W drugiej połowie 1927 roku przystąpiono do gruntownej reorganizacji Straży Celnej. W praktyce skutkowało to rozwiązaniem tej formacji granicznej. Ochronę północnej, zachodniej i południowej granicy państwa przejęła powołana z dniem 2 kwietnia 1928 roku Straż Graniczna.
Rozkazem nr 5 z 16 maja 1928 roku w sprawie organizacji Małopolskiego Inspektoratu Okręgowego dowódca Straży Granicznej gen. bryg. Stefan Pasławski powołał komisariat Straży Granicznej „Gładyszów”. Placówka Straży Granicznej I linii „Zdynia” znalazła się w jego strukturze.

## Funkcjonariusze placówki
Kierownicy placówki
| stopień    | imię i nazwisko, numer | okres pełnienia służby | kolejne stanowisko |
| ---------- | ---------------------- | ---------------------- | ------------------ |
| przodownik | Władysław Meller (185) | był w 1926             |                    |

Obsada personalna placówki w 1926:
- przodownik Władysław Meller (185)
- strażnik Jan Krężel (2051)
- strażnik Ludwik Olszanowski (1038)
- strażnik Stanisław Olszewski (1161)
- strażnik Czesław Graczyk (1039)
- strażnik Stanisław Kolibabka (1493)